# Moonrise
Moonrise (bra: Ao Cair da Noite; prt: Consciência em Paz) é um filme norte-americano de 1948, dos gêneros drama, suspense e policial, dirigido por Frank Borzage, com roteiro de Charles Haas baseado no romance Moonrise, de Theodore Strauss.

## Prêmios e indicações
| Prêmio     | Categoria  | Recipiente          | Situação |
| ---------- | ---------- | ------------------- | -------- |
| Oscar 1949 | Melhor som | Daniel J. Bloomberg | Indicado |

## Elenco
| Ator/Atriz         | Personagem      |
| ------------------ | --------------- |
| Dane Clark         | Danny Hawkins   |
| Gail Russell       | Gilly Johnson   |
| Ethel Barrymore    | Grandma         |
| Allyn Joslyn       | Xerife          |
| Rex Ingram         | Mose            |
| Harry Morgan       | Billy Scripture |
| David Street       | Ken Williams    |
| Selena Royle       | Tia Jessie      |
| Harry Carey Jr.    | Jimmy Biff      |
| Irving Bacon       | Judd Jenkins    |
| Lloyd Bridges      | Jerry Sykes     |
| Houseley Stevenson | Tio Joe Jingle  |
| Phil Brown         | Elmer           |

## Produção
Maior  orçamento da Republic Pictures até então e o mais bonito filme da história do estúdio, Moonrise distingue-se pela edição, visual, elenco e trilha sonora, composta por William Lava. São notáveis a primeira tomada e a sequência de abertura, trabalhos primorosos do editor e futuro diretor Harry Keller.
O filme foi o último de Frank Borzage antes de um hiato de dez anos, quebrado somente com China Doll em 1958 e The Big Fisherman em 1959. Rumores de que essa pausa teria sido causada por problemas com o macartismo não se revelaram verdadeiros.

## Sinopse
Danny Hawkins vive em uma pequena cidade, atormentado pela morte do pai, enforcado pelos crimes que cometeu. Sua única amiga é a bela Gilly Johnson. Um dia, Danny mata acidentalmente um jovem que abordava Gilly. Transtornado, ele foge para o pântano, onde vive sua ex-professora. Ela tenta convencê-lo de que seu sangue não é "ruim".